# Paracoccus spinulosus
Paracoccus spinulosus är en insektsart som först beskrevs av De Lotto 1961.  Paracoccus spinulosus ingår i släktet Paracoccus och familjen ullsköldlöss.
Artens utbredningsområde är Uganda. Inga underarter finns listade i Catalogue of Life.